# Michael D. Roberts
Michael D. Roberts (Brooklyn, 25 dicembre 1947) è un attore statunitense.
È sposato con l'attrice Pamela Frey ed ha due figli.

## Filmografia parziale

### Cinema
- Il cacciatore di taglie (The Hunter), regia di Buzz Kulik (1980)
- I pirati della galassia (The Ice Pirates), regia di Stewart Raffill (1984)
- Manhunter - Frammenti di un omicidio (Manhunter), regia di Michael Mann (1986)
- Rain Man - L'uomo della pioggia (Rain Man), regia di Barry Levinson (1988)
- Testimone involontario (Most Wanted), regia di David Hogan (1997)
- Hostage, regia di Florent Emilio Siri (2005)
- La notte non aspetta (Street Kings), regia di David Ayer (2008)
- A Star Is Born, regia di Bradley Cooper (2018)

### Televisione
- Baretta – serie TV, 33 episodi (1975-1978)
- L'incredibile Hulk (The Incredible Hulk) – serie TV, episodio 2x14 (1979)
- Quincy (Quincy, M.E.) – serie TV, episodio 4x17 (1979)
- Manimal – serie TV, 4 episodi (1983)
- Friends – serie TV, 1 episodio (2000)
- Zack e Cody al Grand Hotel (The Suite Life of Zack and Cody) – serie TV, 1 episodio (2006)

## Doppiatori italiani
Nelle versioni in italiano delle opere in cui ha recitato, Michael D. Roberts è stato doppiato da:
- Federico Danti in Manimal
- Enrico Guttuso in Rain Man - L'uomo della pioggia
- Nino Prester in Hostage
- Angelo Nicotra in A Star Is Born